# Фьодор Юрчихин
Фьодор Николаевич Юрчихин (на руски: Фьодор Николаевич Юрчихин) е руски космонавт, участник в 3 космически полета и 2 дълговременни престоя в космоса по време на Експедиция 15 и Експедиция 24 на МКС. По етнически произход е понтийски грък.

## Образование
Завършва гимназия в родния си град (1976), Московския авиационен институт (1983) с квалификация инженер-механик и Руската академия за държавна служба (2001) със степен кандидат на икономическите науки (доктор по икономика) в Москва.

## Полети
Фьодор Юрчихин взема участие в 3 космически полета и 2 експедиции до МКС. Има в актива си 5 излизания в открития космос с обща продължителност 31 часа и 54 мин.

## Награди
- Герой на Руската федерация;
- Орден на дружбата;
- Медал на НАСА за участие в космически полет.